# Mary Black

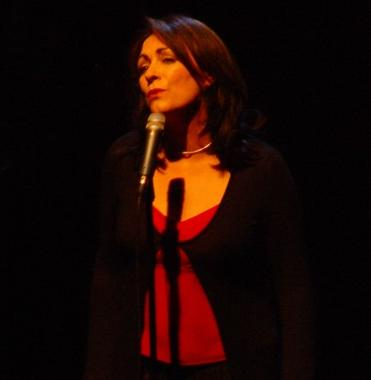
Mary Black in 2005

Mary Black (Dublin, 23 mei 1955) is een Ierse zangeres.

## Levensloop
Black begon in de band van haar familie; haar vader Kevin Black was violist, haar moeder Patricia Daly zangeres en haar broers hadden een eigen band.
In 1965 nam zij deel aan de folkgroep Terrace (later General Humbert) uit Dublin; in 1982 deed zij tweemaal mee met De Dannan. Haar zuster Frances Black is eveneens een gevierde zangeres. Mary trad in het huwelijk met Joe O'Reilly, manager bij een platenmaatschappij. In 1983 begon Mary Black een solocarrière. Zij trad ook op met: Emmylou Harris, Mary Chapin Carpenter, Joan Baez en Van Morrison.
Bij haar platendebuut werd zij ondersteund door Carl Geraghty op saxofoon, Garvin Gallagher op basgitaar, Pat Crowley op piano en accordeon, Dave Early op drums en Frank Gallagher op viool, synthesizer, fluit. Declan Sinnott verlengde zijn langdurige associatie met Mary Black en speelt gitaar.

## Discografie

### Studioalbums
- Mary Black (1983)
- Collected (1984)
- Without the Fanfare (1985)
- By the Time It Gets Dark (1987)
- No Frontiers (1989)
- Babes in the Wood (1991)
- The Holy Ground (1993)
- Circus (1995)
- Shine (1997)
- Speaking with the Angel (1999)
- Full Tide (2005)
- Stories from the Steeples (2011)

### Compilatiealbums
- The Best of Mary Black (1990)
- The Collection (1992)
- Looking Back (1995)
- Song for Ireland [USA] (1998)
- The Best of Mary Black 1991-2001 & Hidden Harvest (2001)
- Twenty Five Years, Twenty Five Songs (compilatie met nieuw en opnieuw opgenomen materiaal, 2008)
- Orchestraded (2019)

### Met General Humbert
- General Humbert I (1976)
- General Humbert II (1982)

### Met De Dannann
- Song for Ireland (1983)
- Anthem (1985)